# Symphysanodontidae
Los pargos del talud (familia Symphysanodontidae, y su único género Symphysanodon) son una familia de peces marinos incluida en el orden Perciformes, familia de posición incierta con especies de su único género en el Atlántico, Índico y Pacífico. Su nombre procede del griego: symphysis (creciendo juntos) + an (sin) + odous (dientes).

## Especies
Existen 10 especies agrupadas en este género (y familia), que a la espera de ser agrupado en otra familia son:
- Género Symphysanodon:
  - Symphysanodon andersoni (Kotthaus, 1974)
  - Symphysanodon berryi (Anderson, 1970) - Parguito
  - Symphysanodon disii (Khalaf y Krupp, 2008)
  - Symphysanodon katayamai (Anderson, 1970)
  - Symphysanodon maunaloae (Anderson, 1970)
  - Symphysanodon mona (Anderson y Springer, 2005)
  - Symphysanodon octoactinus (Anderson, 1970) - Colirubia rosa.
  - Symphysanodon parini (Anderson y Springer, 2005) - Parguito de Sala y López.
  - Symphysanodon rhax (Anderson y Springer, 2005)
  - Symphysanodon typus (Bleeker, 1878) - Panchito encanto.